# Rhodostethia
Rhodostethia is een geslacht van  zeevogels uit de familie van de meeuwen (Laridae). Ross' meeuw (Rhodostethia rosea) is de enige soort binnen dit geslacht.